# フジテレビ金曜8時枠の連続ドラマ
フジテレビ金曜8時枠の連続ドラマ（フジテレビきんようはちじわくのれんぞくドラマ）は、過去3期にわたってフジテレビ系列の金曜20時台で放送されたテレビドラマの枠である。
なお開始時刻と終了時刻は、時期によって異なる。

## 歴史
- この枠も金曜19時同様、開局してすぐドラマが放送され、初作品は海外ドラマの名作『弁護士ペリー・メイスン』で、中断を置きながらも1962年10月12日まで放送した人気番組となった。その後は日本テレビ系列で放送された『ヒッチコック劇場』の続編『ヒッチコック・サスペンス』や、NHK総合で放送された『若い季節』と同系列のオールスター物を放送するが、やがて『三菱ダイヤモンド・アワー』（日本テレビ系列）に人気を奪われ、1966年9月30日終了の名作『若者たち』をもって、連続ドラマは長期の中断となる。
- それから28年後、それまで金曜19:30 - 20:54で放送されていた『金曜ファミリーランド』が木曜19:30 - 20:54に移動し、『木曜ファミリーランド』になったのに伴い、木曜20時枠のドラマが移動という形でドラマ枠が復活した。しかしこの時期は、現在も続く『ミュージックステーション』（テレビ朝日系列）に勝てず、中断を置いて始まった『将太の寿司』は、開始時刻を19:58のフライングスタートにしたにもかかわらず人気は無く、終了と同時にこの時間帯でのドラマは再び長期の中断、それから17年後の2013年秋の改編で『金曜ドラマ』（TBS版やNHK版とは無関係）として、17年ぶりに再開されたが、わずか半年で廃枠になり、再び金曜20時枠はおろか、フジテレビ系列における20時のドラマ枠が全廃になった。一方、フジテレビ系列における金曜日のドラマ枠は2023年10月より21時台に復活する。

## 放送作品一覧
▲マークは海外作品。

### 第1期
- 弁護士ペリー・メイスン（フジテレビ版第1シリーズ）（1959年3月6日～1961年8月25日）▲ - ここより20:00 - 21:00。
- 誇り高き男たち（1961年9月1日～12月22日）▲
- 弁護士ペリー・メイスン（フジテレビ版第2シリーズ）（1962年1月5日～10月12日）▲
- コラプターズ（1962年10月19日～1963年6月14日）▲
- ヒッチコック・サスペンス（1963年6月21日～1964年2月28日）▲ - ここから20:00 - 20:56。なお終了後は『スターかくし芸大会』（正月特番とは無関係）を放送。
- 天下の若者（1964年3月13日～1965年3月26日） - 1964年3月13日放送分は前夜祭。
- 天下の学園（1965年4月2日～8月6日） - この後単発特番を約2ヶ月間放送。
- オールスター珍道中（1965年10月1日～12月3日）
- 0088/ワイルド・ウエスト→ワイルドウエスト危機脱出（1965年12月10日～1966年3月11日）▲ - 枠交換で月曜20:00へ移動。
- 若者たち（1966年3月18日～9月30日） - 枠交換で月曜20:00より移動。

### 第2期
- 半熟卵（1994年10月21日～12月16日） - ここから20:00 - 20:54。
- ヘルプ!（1995年1月13日～3月17日）

### 第3期
- 将太の寿司（1996年4月19日～9月20日） - これのみ19:58 - 20:54。

## 参考資料
毎日新聞・縮刷版